# Zell (Karyntia)
Zell (słoweń. Sele) – gmina w Austrii, w kraju związkowym Karyntia, w powiecie Klagenfurt-Land. Według Austriackiego Urzędu Statystycznego liczyła 615 mieszkańców (1 stycznia 2015).